# Józef Kozłowski
Józef Kozłowski (Ossip Kozłowski, russisch О́сип Анто́нович Козло́вский Ossip Antonowitsch Koslowski; * 1757 oder 10. September 1759 in Warschau oder Slauharad; † 27. Februarjul. / 11. März 1831greg. in Sankt Petersburg) war ein polnisch-russischer Komponist.

## Leben
In Nachschlagewerken wird sein Geburtsjahr üblicherweise mit 1757 angegeben. Dagegen gab Kozłowski selbst als sein Geburtsdatum in einer erst 2017 aufgefundenen autobiografischen Skizze den 10. September 1759 an. Als Geburtsort wird traditionell Warschau angesehen. Dagegen schrieb der belarussische Lokalhistoriker W. D. Babrowitsch 1985 in einem Lexikonartikel, dass Kozłowski der Taufmatrikel zufolge in dem heute zur Stadt Slauharad gehörenden Dorf Koslowitschi im damaligen Polen-Litauen auf dem heutigen Staatsgebiet von Belarus geboren sei. Eine Nachuntersuchung der Musikhistorikerin Antonina Lebedewa-Jemelina konnte diese Angabe zunächst nicht erhärten, zumal keine näheren Angaben über das Kirchbuch in Erfahrung zu bringen waren. Sie konstatierte jedoch, dass Kozłowskis Muttersprache Polnisch, und er katholischen Glaubens war, was eher für eine polnische Herkunft spricht.
Kozłowski war vermutlich der Sohn von Anton Kozłowski, der als Geiger in den Hofkapellen von Hauptmann Jan Klemens Branicki und König August III. angestellt war. Józef Kozłowski könnte seine musikalische Ausbildung an der Kapelle der Johanneskathedrale erfahren haben, wo er als Knabe im Chor sang und später Organist wurde. Kozłowski wirkte dann in verschiedenen polnischen Adelshäusern als Musiklehrer, bevor er sich am Türkenkrieg beteiligte. Von dort ging er mit dem Fürsten Grigori Alexandrowitsch Potjomkin nach St. Petersburg. Nach dessen Tod 1791 wurde er Inspektor für Musik, 1803 Musikdirektor des Kaiserlichen Theaters.
Er komponierte mehrere Opern, etwa siebzig Polonaisen, mehrere Messen, ein Requiem auf den Tod des polnischen Königs Stanislaus II. (1798), ein Te Deum zur Krönung des russischen Zaren Nikolaus I. (1825), sowie Kantaten, Klavierstücke und Romanzen. Sein 1791 zur Siegesfeier nach der Belagerung von Ismail komponierter Marsch Grom Pobedy, Rasdawaisja! galt bis Mitte des 19. Jahrhunderts als inoffizielle Hymne Russlands und wurde von Peter Tschaikowski in dessen Oper Pique Dame zitiert.